# Csiffáry Gergely
Csiffáry Gergely (Eger, 1948. június 17. – Eger, 2014. december 17.) magyar levéltáros.

## Élete
1972-ben a Kossuth Lajos Tudományegyetemen végzett, ahol történelem-földrajz szakos középiskolai tanári képesítést szerzett. 1975-től a Heves Megyei Múzeumok Igazgatóságán, majd 1983-tól, megszakításokkal, nyugdíjba vonulásáig a Heves Megyei Levéltárban dolgozott tudományos és vezető munkakörökben, ahol az MSZMP alapszervezet párttitkáraként is tevékenykedett.
Előbb a legújabb kor politikatörténetével, majd gazdaságtörténettel, ipartörténettel és elsősorban a munkásmozgalom történetével foglalkozott. Széles szerkesztői tevékenységet folytatott, többek közt ő szerkesztette 1982-től a Hevesi honismeret és az Archivum folyóiratokat.

## Művei
- 1977 Az Egercsehi szénbánya története (1901-1976). Szerk.: Kovács Béla. Tanulmányok Heves megye történetéből 3. Eger.
- 1978 Kérdőív a bányaművelés, a bányász munkásmozgalom, a bányászéletmód és a bányász kultúra hagyományainak gyűjtéséhez. Miskolc.
- 1979 Történelmi emlékhelyek Heves megyében. A Heves megyei propagandista különkiadása. Szerk.: Szecskó Károly. Eger.
- 1982 Egri céhemlékek. Szerk.: Bodó Sándor. Studia Agriensia. 1. Eger.
- 1982 Kiss Lajos (1892-1977). Szerk.: Szecskó Károly. Munkásmozgalmi életrajzok 1. Eger.
- 1985 Életutak-életsorsok. Az antifasiszta fegyveres harc Heves megyei résztvevőinek életrajz-gyűjteménye. Szerk.: Kovács Béla. Eger.
- 1985 Történelmi emlékhelyek Heves megyében. (Második kiadás.) Eger.
- 1985 Akiket visszavártak...Szovjet hősi halottak Heves megyében. Szerk.: Kovács Béla. Eger.
- 1993 A hatvani posztómanufaktúra története. Szerk.: Kovács Béla. Tanulmányok Heves megye történetéből 13. Eger.
- 1996 Manufaktúrák és céhen kívüli ipar Heves megyében. Szerk.: Bán Péter. Tanulmányok Heves megye történetéből 14. Eger.
- 1997 A bélapátfalvi keménycserép. Szerk.: Petercsák Tivadar. Studia Agriensia 18. Eger.
- 1998 A Heves Megyei levéltárban őrzött gazdasági szervek iratai (1846-1953). XI. fondfőcsoport. Repertórium. Szerk.: Csiffáry Gergely. A Heves Megyei Levéltár Segédletei 3. Eger.
- 1999 Heves megye II. József-kori katonai leírása (1783-1785). Szerk.: Bán Péter-Csiffáry Gergely. Eger. (tsz. B. Huszár Éva)
- 1999 Fazolák Würzburgtól Diósgyőrig. Szerk.: Dobrossy István. Tanulmányok Diósgyőr történetéhez 6. Miskolc. (tsz. Porkoláb László)
- 2000 Parád. Szerk.: Bán Péter. Száz Magyar Falu Könyvesháza sorozat. Budapest. (tsz. Cs. Schwalm Edit)
- 2004 A történelem fogságában. Szerk.: Csiffáry Gergely. Eger.
- 2005 Pesty Frigyes: Heves vármegye helynévtára. Szerk.: Bán Péter. Eger.
- 2006 Magyarország üvegipara 1920-ig. Szerk.: Petercsák Tivadar. Studia Agriensia 25. Eger.
- 2009 Az ércbányászat története a recski Lahócában (1850-1979). Szerk.: Hadobás Sándor. Rudabánya.
- 2011 Egercsehi bányászkönyv. Az egercsehi szénbányászat történetének dokumentumai.
- 2014 Ruszkai Dobó István életrajza.